# موسيقى ما تحت الأرض

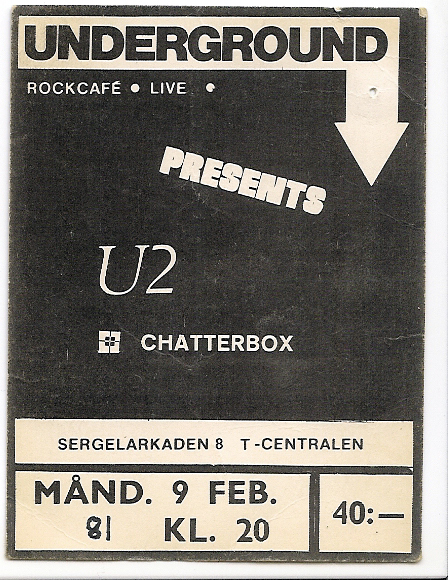
ملصق سويدي يروج لفرق تحت أرض موسيقية

موسيقى ما تحت الأرض (بالإنجليزية: Underground music)‏ هو مصطلح يمكن استخدامه للإشارة إلى تلك الممارسات التي يُنظر إليها على أنها خارج الثقافة، أو تعارض بطريقة ما الثقافة الموسيقية الشعبية السائدة. ترتبط موسيقى ما تحت الأرض ارتباطًا وثيقًا بثقافة الموسيقى الشعبية ككل، لذلك هناك توترات مهمة تحدث داخل موسيقى ما تحت الأرض لأنه يبدو أنها تستوعب وتقاوم أشكال وعمليات الثقافة الموسيقية الشعبية.
قد يُنظر إلى موسيقى ما تحت الأرض على أنها تعبر عن الإخلاص، الحميمية، وحرية التعبير الإبداعي في مواجهة تلك الممارسات التي تعتبر تركيبية أو مدفوعة تجاريًا. كما يتم نشر مفاهيم الاستقلالية - عدم الانسجام بشكل شائع في تمجيد وتفضيل موسيقى ما تحت الأرض. يمكن الوصول بسهولة إلى معظم موسيقى ما تحت الأرض، على الرغم من أنه قد يكون من الصعب العثور على التسجيلات التي لم يتم سماعها.

## تاريخ
بعض فرق الروك تحت الأرض لديها جذور على أنها لم تحصل على بث من وسائل الإعلام الرئيسية. إنها فرق متطرفة وعدوانية من الستينيات مثل ذا فيلفيت أندرغراوند، ذا ستوجز، إم سي 5 وفرق من السبعينات مثل رامونز وذا سيكس بيستلس وذا ديماند وذا كلاش وفرق هاردكور بانك من الثمانينات مثل دستشارج. أصبحت بعض أنماط موسيقى ما تحت الأرض في نهاية المطاف أنماط بوب (شعبية) تجارية سائدة، على سبيل المثال، أسلوب الهيب هوب تحت الأرض في أوائل الثمانينيات. في العقد الأول من القرن الحادي والعشرين، جعل التوافر المتزايد للإنترنت وتقنيات الموسيقى الرقمية من توزيع الموسيقى ما تحت الأرض أسهل باستخدام بث الصوت وملفات البودكاست. يجادل بعض الخبراء في الدراسات الثقافية الآن بأنه «لا توجد موسيقى سرية» لأن الإنترنت جعلت ما هو موسيقى ما تحت الأرض في متناول الجميع بمجرد نقرة على الفأرة. علق أحد الخبراء، مارتن ريمون، من شركة المختبر المستقبل التي تتخذ من لندن مقراً لها، في مقال نشرته صحيفة الإندبندنت، قائلاً إن الاتجاهات في الموسيقى والفن والسياسة هي: 
 ... تنتقل الآن بشكل جانبي وتعاوني عبر الإنترنت. كان لديك في السابق سلسلة من حراس البوابة في تبني اتجاه: الشائع، المتبني المبكر، المتبني المتأخر، التيار الرئيسي المبكر، التيار الرئيسي المتأخر، وأخيرًا المحافظ. ولكن الآن ينتقل مباشرة من المبتكر إلى التيار الرئيسي (وسائل الإعلام). 
 في الواقع، هذا يعني أن فرق الفتيان (على سبيل المثال) يمكن أن تتأثر بموسيقى الغراج روك الغامضة (سابقًا) في ستينيات القرن الماضي، أو موسيقى البوست بانك وقت مبكر من ثمانينيات القرن الماضي، أو أعمال موسيقى النويز روك مثل بوس غالور أو حتى مؤلفي الموسيقى الكلاسيكية الطليعية مثل جون كيج وكارلهاينز شتوكهاوزن، مع الحفاظ على شهرة الفرقة الموسيقية.

## نظرة عامة
تم تطبيق مصطلح «موسيقى ما تحت الأرض» على الحركات الفنية المختلفة، على سبيل المثال حركة الروك السايكديلي في منتصف الستينيات، ولكن تم تعريف المصطلح في العقود الأخيرة بأنه يشير إلى أي موسيقي يميل إلى تجنب فخاخ التيار السائد وصناعة الموسيقى التجارية وإلا فإنه يتم قول الحقيقة فقط من خلال الموسيقى. حاول فرانك زابا تعريف «موسيقى ما تحت الأرض» من خلال ملاحظة أن «التيار الرئيسي يأتي إليك، ولكن عليك أن تذهب إلى تحت الأرض». في الستينيات، ارتبط مصطلح «تحت الأرض» بالثقافة المضادة للهيبيز والعقاقير المخدرة، وتم تطبيقه على الصحافة والسينما وكذلك الموسيقى، حيث سعت إلى توصيل تجارب مخدرة وأفكار الحب الحر. في الموسيقى الشعبية الحديثة، يشير مصطلح «تحت الأرض» إلى مؤديين أو فرق مكونة بين الفنانين الذين يقيمون حفلات عصابات إفعلها بنفسك وعروض مسجلة ذاتيًا إلى أولئك الذين تم توقيعهم معشركات تسجيل صغيرة مستقلة. في بعض الأنماط الموسيقية، يتم استخدام مصطلح «تحت الأرض» للتأكيد على أن محتوى الموسيقى غير قانوني أو مثير للجدل، كما هو الحال في أوائل التسعينيات مع فرق الديث ميتال في الولايات المتحدة مثل كانيبال كوربس وأغلفة ألبوماتهم الدموية وموضوعاتهم الغنائية. البلاك ميتال هو أيضًا شكل من أشكال موسيقى ما تحت الأرض، ويشتهر المشهد النرويجي بعلاقته بحرق الكنيسة، والغموض، والقتل، وآرائهم المعادية للمسيحية. تعتبر جميع فرق الميتال المتطرفة موسيقى ما تحت الأرض بطبيعتها المتطرفة. القوطية (غوث) والصناعية هما نوعان آخران من موسيقى ما تحت الأرض التي نشأت في أواخر السبعينيات إلى منتصف التسعينيات مع الغوث روك الذي يتمحور حول مصاصي الدماء، والسحر الأسود والغموض والصناعية باستخدام الأصوات المكونة عن طريق الكمبيوتر في المقام الأول ونبضات الموسيقى القوية.